# アンリ・サンソン
アンリ・サンソン（Henri Sanson、1767年 - 1840年）は、フランスの死刑執行人である。サンソン家5代目当主となる。 

## 経歴
- 1767年 シャルル＝アンリ・サンソンの長男としてパリで生まれる。
- 国民防衛軍砲兵隊中尉としてフランス革命に参加する。
- 17??年 マリールイズ・ダミドと結婚する。
- 1793年12月 父の意向によりデュ・バリー夫人を処刑する。
- 1795年8月 軍を辞めて父の後を継いで死刑執行人になる。
- 1799年 長男アンリ＝クレマン・サンソンが生まれる。
- 1802年 長女マリー＝ガブリエルが生まれる。
- 1804年 次女アデライドが生まれる。
- 1806年 父であるシャルル＝アンリ・サンソンが死亡したことにより、正式にムッシュ・ド・パリに叙任される。
- 1810年 次男ニコラ＝ユージェーヌが生まれる。
- 1819年 病気で体を悪くし、死刑執行人の仕事は息子のアンリ＝クレマン・サンソンに任せるようになる。
- 1840年 死亡。

## 関連作品
- 安達正勝『死刑執行人サンソン―国王ルイ十六世の首を刎ねた男』集英社〈集英社新書〉、2003年12月。ISBN 4-08-720221-6。
  - 坂本眞一『イノサン』※上記著書を出典とする漫画作品